# Joshua Pérez
Joshua Pérez (Montebello, 21 de janeiro de 1998) é um futebolista salvadorenho que atua como atacante. Atualmente joga pelo Miami.

## Carreira
Joshua Pérez começou a carreira no Fiorentina.